# إدغار جاي ناثان
إدغار جاي ناثان (بالإنجليزية: Edgar J. Nathan)‏ هو محامي وقاضي أمريكي، ولد في 28 أغسطس 1891، وتوفي في 30 أبريل 1965.